# O Crime de Aldeia Velha
O Crime de Aldeia Velha (Portugiesisch für: Das Verbrechen von Aldeia Velha) ist ein Film des Regisseurs Manuel Guimarães aus dem Jahr 1964. Das schwarzweiße Filmdrama spielt im 19. Jahrhundert in einem abgelegenen Dorf im Hinterland Portugals.

## Handlung
Die schöne Joana wird von den Männern im Dorf Aldeia Velha (port. für: Altes Dorf) begehrt und von den Frauen beneidet und angefeindet. Die rivalisierenden Männer geraten immer wieder in Streit, bis hin zu harten körperlichen Auseinandersetzungen, während unter den Frauen Gerüchte über eine Besessenheit Joanas durch den Teufel kursieren, und ihr jedes tatsächliche oder drohende Unglück im Dorf zuschreiben.
Der neu ankommende Dorfpfarrer beginnt, Joana zu verteidigen und stellt sich den Frauen entgegen, auch seiner eigenen Mutter. Unter den Frauen steigert sich die Ablehnung jedoch weiter, bis zum offenen Hass, und auch Joana selbst wird von den unnachgiebigen, unablässigen Vorwürfen zunehmend verwirrt. Das Dorf steuert auf eine Katastrophe zu.

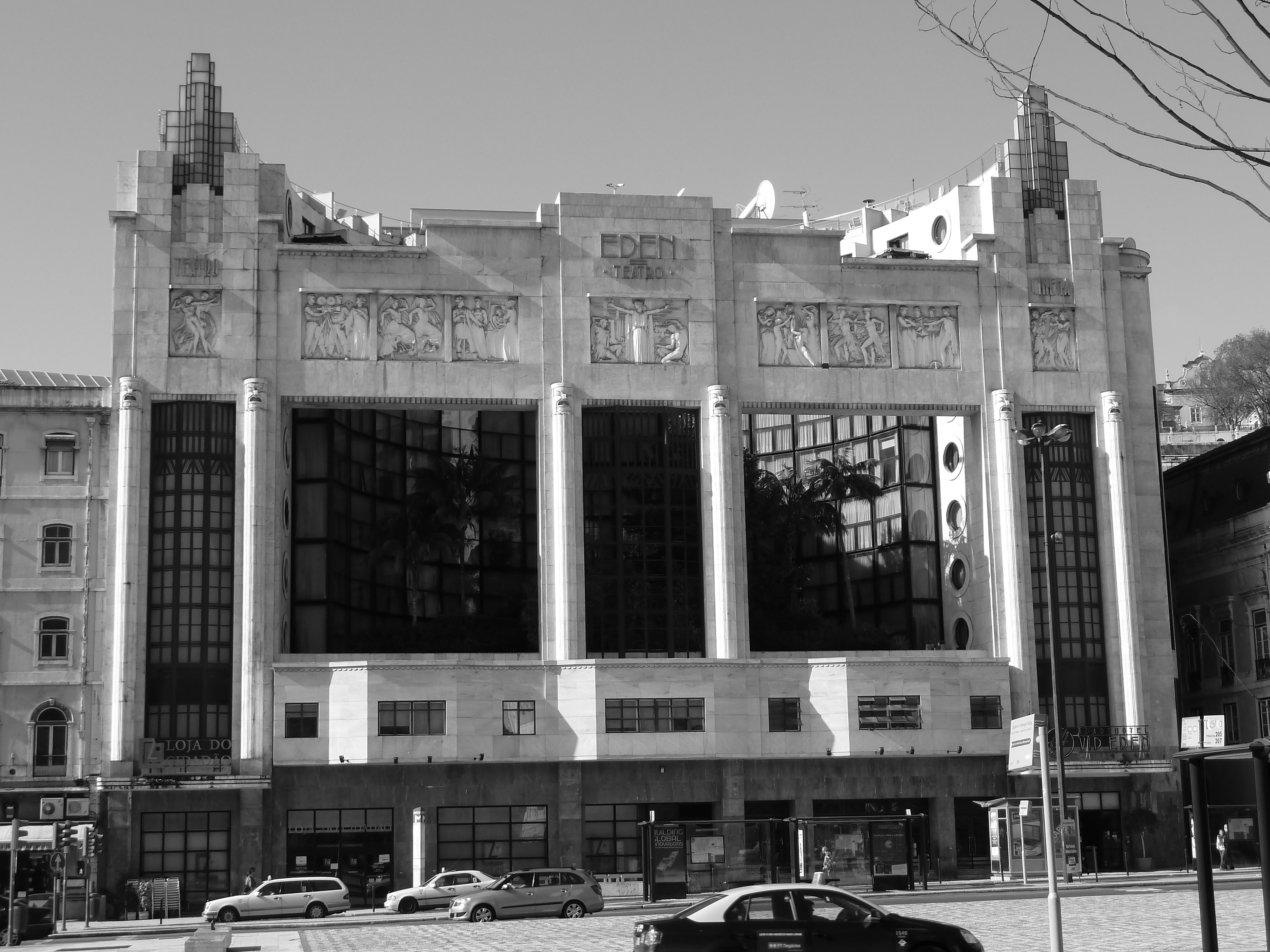
Das 1931 erbaute Art-déco-Kino Teatro Éden an der Praça dos Restauradores: hier hatte O Crime de Aldeia Velha 1964 Premiere.

## Rezeption
Der Film feierte am 24. November 1964 Premiere, im Lissabonner Kino Teatro Éden an der Praça dos Restauradores. Er basiert auf dem gleichnamigen Drama von 1959 des portugiesischen Dramatikers Bernardo Santareno, der auch das Drehbuch mitschrieb. Das Stück ist an eine wahre Begebenheit angelehnt, als sich einige Jahre zuvor in Soalhães ein Fall von Lynchjustiz ereignet hatte. Auch der Film zeigt die im Drama behandelte archaische und erbarmungslose Verfolgung des Einzelnen durch eine Masse abergläubischer und ungebildeter Mitmenschen ohne Mitgefühl.
Gedreht im abgelegenen, mittelalterlich erhalten gebliebenen Dorf Monsanto und mit der Französin Barbara Laage in der Hauptrolle, war dies die aufwändigste und technisch gelungenste Produktion des Regisseurs. Mit ambitionierter Produktion von António da Cunha Telles suchte der neorealistisch beeinflusste Regisseur Guimarães hier Anschluss an den aufkommenden Neuen Portugiesischen Film, blieb jedoch hinter den Erwartungen der Cineasten zurück. Die Kritik lobte die Kamera und die gelungene archaische Atmosphäre der Inszenierung, jedoch werden hier die meisten schauspielerischen Leistungen bemängelt, die etwa die Verzweiflung nicht durchweg angemessen darstellten. Der Film wird als ambitioniertestes Werk Manuel Guimarães anerkannt, jedoch nicht als gelungen angesehen.
O Crime de Aldeia Velha erschien in den 1980er Jahren als VHS-Kaufkassette und später als DVD bei Lusomundo.